# Красноярское (Свердловская область)
Красноя́рское — село в Пышминском городском округе Свердловской области России, на территории  которого находится Введенская церковь.

## География

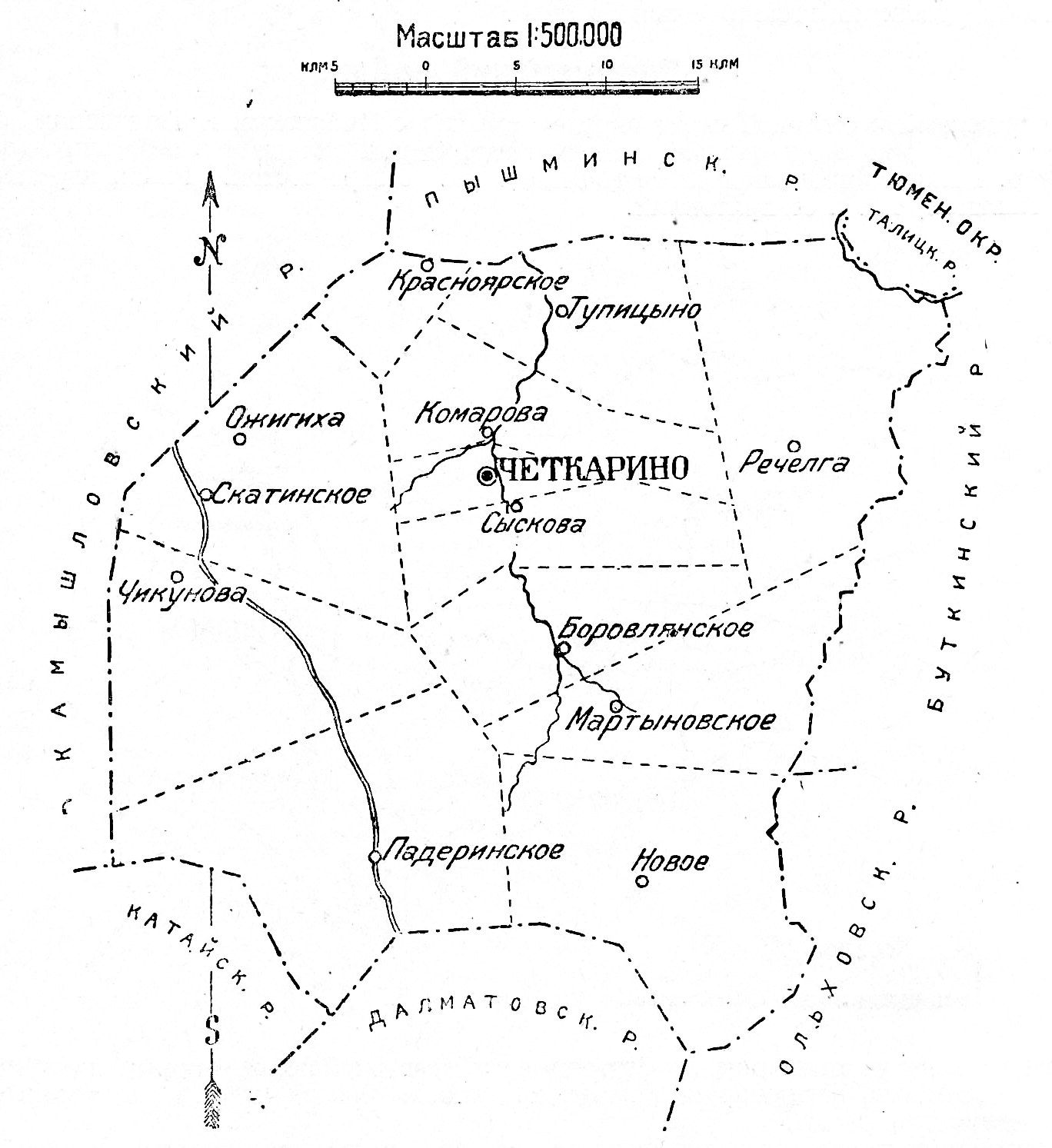
Красноярское на схеме Четкаринского района; 1928 год

Село Красноярское расположено в 16 километрах к юго-западу от посёлка Пышма (автомобильной дорогой через Черемыш — 20 километров), на правом берегу реки Пышмы. Оказавшись в стороне от Сибирского тракта, село постепенно утратило былое значение. Местность низменная, окруженная с трёх сторон болотами и озерами, поэтому неособенно здоровой, с почвою преимущественно чернозёмной
.

## История
Красноярская слобода заведена была по указной памяти 7 января 1670 года от Верхотурского воеводы Федора Хрущева крестьянскому садчику Якушке Борисову. Ему повелевалось завести слободу на порожних землях над Пышмой, на Красном яру, и призывать и прибирать в беломестные казаки и в крестьяне на пашню из вольных гулящих людей, поставить острог в угодном и крепком месте, где приищет; тех новоприборных крестьян Красноярской слободы ведать ему, Борисову, во всем. Но из Верхотурской дозорной книги Льва Поскочина 1680 года видно, что в Красноярской слободе в то время числилось беломестных казаков 9 дворов, оброчных крестьян 28 дворов, у них братьи 38 человек, деревень не показано. В 1719 году в описи Красноярской слободы, доставленной Верхотурским воеводою Беклемишевым главному командиру Уральских и Сибирских заводов генералу Геннину, значится: острог рубленый, снаряды для оберегания от прихода воровских людей и церковь во имя Святыя Богородицы, деревянная. Слобода название свое получила от урочища Красный яр, которое находится неподалёку на левом берегу реки Пышмы.
В 1719 году за слободой числилось 18 деревень. В 1723 году слобода была выведена из Верхотурского уезда и вместе со всеми деревнями передана в ведение Екатеринбургских горных заводов. Место проведения ежегодной Введенской ярмарки (18–21 ноября).
В 1885 году было открыто народное училище. 
В начале XX века кроме земледелия, крестьяне занимались торговлей скотом, смолокурением, плетением коробов, гончарным производством.
Перед Первой мировой войной имелись две мельницы, маслобойня и кузница.
В селе имелась земская школа.

## Введенская церковь
Первый деревянный храм во имя Пресвятой Богородицы в 1719 году уже существовал и был устроен вместе с устройством острога в 1682 году. По грамоте Преосвященного Варлаама, Епископа Тобольского и Сибирского, от 24 декабря 1777 года, за ветхостью первого деревянного храма, был построен новый деревянный храм, но 10 июня 1784 года от молнии он сгорел, а вместе с ним сгорел и ветхий храм. По благословению того-же Преосвященного Варлаама, в 1785 году был заложен, а в 1787 году освящён новый деревянный храм во имя Введения во храм Пресвятой Богородицы; с разрешения в 1788 года того-же Преосвященного устроен был в трапезе тёплый придел во имя Богоявления Господня, но вследствие тесноты храма, придел этот в 1864 году упразднён. Каменный, однопрестольный храм был заложен 17 июня 1879 года по благословению Преосвященного Вассиана, Епископа Пермского и Верхотурского. 16 февраля 1886 года по благословению Преосвященного Нафанаила, Епископа Екатеринбургского и Ирбитского, был освящен во имя Введения во храм Пресвятой Богородицы на антиминсе, взятом из старого храма, который в 1888 году был разрушен и из леса было построено в 1894 году школьное здание. Храм был построен на средства прихожан и посторонних жертвователей. При храме имеется особенно чтимая икона Божией Матери «Скоропослушницы», выписанная, по добровольной подписке прихожан, из Афонского Ильинского скита в 1899 году; в честь этой иконы установлен праздник 9 ноября. В 1900 году с разрешения епархиального начальства построена кругом церкви каменная ограда на средства прихожан и попечительства.
В 1922 году из храма было изъято 2,4 килограмм серебра. В 1938 году церковь была закрыта. В советское время в ней размещалось зернохранилище. В 80 годы началось разрушение. В настоящее время храм восстановлен. В праздники идут службы, проводятся праздничные мероприятия для прихожан. Храм носит имя "Введение во храм Пресвятой Богородицы".

## Население
В 1900 году численность населения в приходе составляло православных 1426 мужчин и 1508 женщин; часовенных старообрядцев — 105 мужчин и 127 женщин, австрийского толка — 8 мужчин и 12 женщин; всё население русское, крестьяне.
| 2002 | 2010 | 2021 |
| ---- | ---- | ---- |
| 175  | ↘146 | ↗156 |